# Claudio Suárez
Luis Claudio Suárez Sánchez (født 17. december 1968 i Texcoco, Mexico) er en tidligere mexicansk fodboldspiller (forsvarer, der med 178 kampe for Mexicos landshold besidder sit lands landskampsrekord. Han er kendt under kælenavnet El Emperador (Kejseren)

## Karriere
Suárez startede klubkarrieren i Mexico City-klubben Pumas UNAM, hvor han var tilknyttet fra 1988 til 1996. Han vandt det mexicanske mesterskab med klubben i 1991 og CONCACAF Champions League i 1989. Herefter spillede han fire sæsoner hos Chivas Guadalajara, hvor det i 1997 blev til et nyt mexicansk mesterskab.
Fra 2000 til 2006 var Suárez på kontrakt hos Tigres UANL i byen León. De sidste fire år af karrieren blev tilbragt i den amerikanske liga Major League Soccer, hvor han som så mange andre mexicanere repræsenterede Chivas Guadalajaras amerikanske søsterklub, Chivas USA.

### Landshold
Suárez nåede over en periode på 14 år at spille intet mindre end 178 kampe og score seks mål for Mexicos landshold, hvilket giver ham nationens landskampsrekord. Hans første landskamp var et opgør mod El Salvador 25. juli 1992, mens hans sidste optræden i landsholdstrøjen fandt sted 1. juni 2006 i en opvarmningskamp til VM i 2006 mod Holland.
Han repræsenterede sit land ved et lang række internationale slutrunder, heriblandt både VM i 1994 i USA, VM i 1998 i Frankrig og VM i 2006 i Tyskland. Han var også med til at vinde guld ved Confederations Cup 1999 på hjemmebane, samt ved tre udgaver af de nordamerikanske mesterskaber CONCACAF Gold Cup.

## Titler
Liga MX
- 1991 med Pumas UNAM
- 1997 med Chivas Guadalajara

CONCACAF Champions League
- 1989 med Pumas UNAM

Confederations Cup
- 1999 med Mexico

CONCACAF Gold Cup
- 1993 og 1996 og 1998 med Mexico